# Homo rudolfensis
Homo rudolfensis es una especie de hominino extinta que habitó en el este de África entre hace 2 y 1,7 millones de años, en el Gelasiense (Pleistoceno inferior). La especie fue propuesta por Valeri Alekséyev en 1986, cuyo espécimen tipo es el KNM-ER 1470, encontrado en Koobi Fora (orilla oriental del Lago Turkana, antes lago Rodolfo), por Bernard Ngeneo, un miembro del equipo de Richard Leakey, en 1972. Alexeev lo designó en 1986 como Pithecanthropus rudolfensis, aunque posteriormente se ha adscrito tanto a los géneros Homo como Australopithecus. Algunos autores proponen que se defina un nuevo género para esta especie en el que se incluya también a Homo habilis.
En relación con  Homo habilis, H. rudolfensis era más grande y robusto, con una cara y mandíbulas más pesadas y una dentición más grande. Sus caras eran alargadas, y se cree que la cara inferior era algo ortognática.

## Características
Aunque algunos paleoantropólogos dudan de que sea una especie diferente de Homo habilis, ésta es la opinión más dominante en la actualidad, debido a unas marcadas diferencias morfológicas, entre las que hay que distinguir las siguientes: forma de la cara (principalmente en la región supraorbital y malar, que presenta muy larga, profunda e inclinada hacia adelante); medidas craneales en su conjunto (un 45% de las medidas que se compararon entre las dos especies superan el dimorfismo sexual de los gorilas) y el volumen craneal (alrededor de los 750 cm³, frente a los 500 cm³ de Homo habilis), aunque en 2007 la capacidad craneana de Homo rudolfensis ha sido estimada por Timothy Bromage, antropólogo de la Universidad de Nueva York en 526 cm³. Asimismo, anatómicamente el Homo rudolfensis tiene, respecto al Homo habilis, una cara más plana, unos dientes post-caninos más amplios y con raíces y coronas más complejas y esmalte más grueso.
Homo rudolfensis tenía un paladar en forma de U, con caninos enfrentados a la parte delantera de la mandíbula, en lugar de alineados a los lados de un paladar en forma de V, como H. habilis.

## Otros fósiles
En un radio de algo más de 10 km del sitio donde se halló el 1470, fueron encontrados tres fósiles: en 2007 una parte de una mandíbula inferior; en 2008 un cráneo con la mandíbula superior (KNM-ER 62000) y; en 2009 la mandíbula inferior más completa de las primeras especies del género Homo descubierta hasta ahora, conocida como KNM-ER 60000.

## Biocronología
Homo rudolfensis habitó en un periodo de tiempo comprendido por lo menos entre 1,95 y 1,78 millones de años, en el este de África, por lo que se concluye que hubo al menos tres especies de Homo en la misma época y en la misma zona, H. habilis, H. rudolfensis y Homo ergaster, así como de otros homínidos, como Paranthropus boisei. Su área de dispersión parece haber sido exclusivamente el este africano, por lo que muchos paleoantropólogos lo consideran un endemismo.
Debe recordarse además que todas estas especies existieron simultáneamente también con Australopithecus sediba de Sudáfrica y Homo georgicus que ya habitaba en Asia.
Como H. rudolfensis es considerado por varios expertos como antepasado de Homo erectus, se ha propuesto atribuir a esta especie fósiles anteriores a 1,95 Ma y hasta 2,4 Ma. Sin embargo, la mayoría de estos fósiles son de asignación taxonómica equívoca (UR-501 ha sido atribuido a Paranthropus y KNM-BC 1 es un temporal atribuido a Homo sp. sin forma de probar que era de un H. rudolfensis), o su edad es incierta.

## Filogenia
A partir del descubrimiento del Kenyanthropus platyops (Meave Leakey et al. 1999), algunos expertos sostienen que Homo rudolfensis podría haber evolucionado a partir de Kenyanthropus; si bien, existen otras hipótesis sobre sus relaciones filogenéticas, ya que hay varios expertos que consideran que, el fósil designado como Kenyanthropus platyops podría tratarse simplemente de un espécimen de Australopithecus afarensis, o que, por carecerse de mayor evidencia para definir un nuevo género, podría a lo más designarse como Australopithecus platyops.
Finalmente, el hecho de la coexistencia de tres especies africanas, ha llevado a algunos autores a sugerir un interesante debate alrededor de la coexistencia de tres especies inteligentes. Parece estar clara la asociación de Homo habilis con las industrias líticas de Olduvai y Homo rudolfensis con las del lago Turkana, que todavía no ha llegado a sus últimas consecuencias.
El hallazgo de dos fósiles, un hueso de mandíbula de Homo habilis de 1,44 millones de años y un cráneo de Homo ergaster de hace 1,55 millones de años, en el norte de Kenia, por un equipo de expertos liderado por Meave y Louise Leakey, además de demostrar que ambas especies coexistieron, ha dado nuevos argumentos para sostener la hipótesis según la cual, Homo ergaster desciende de Homo rudolfensis. Algunos expertos sostienen que H. ergaster y H. rudolfensis  fueron especies hermanas descendientes de alguna otra que vivió en África, de 2 a 3 millones de años antes del presente.

## Principales yacimientos
- Koobi Fora (Kenia)
- Lago Malawi (Malaui)